# 2011 Girls' Generation Tour (album)
2011 Girls' Generation Tour è il secondo album live del gruppo di idol sudcoreano Girls' Generation, registrato il 23 e il 24 luglio 2011 durante le due date a Seul del Girls' Generation Tour.

## Tracce

### CD 1
1. Girl's Carnival – 6:15
2. 소원을 말해봐 (Genie) – 4:34
3. You-aholic – 3:33
4. Mr. Taxi (Korean Version) – 3:33
5. I'm in Love With the Hero – 2:53
6. Let It Rain (Korean Version) – 3:42
7. Snowy Wish (첫눈에... In the first snow...) – 3:21
8. Sweet Talking Baby (뻔 & Fun) – 3:27
9. Kissing You – 3:19
10. Oh! – 3:44
11. Hyoyeon – Don't Stop the Music – 3:34 – Rihanna cover
12. Jessica – Almost – 2:46 – Tamia cover
13. Sunny – 3 – 3:25 – Britney Spears cover
14. Tiffany & Taeyeon – Lady Marmalade – 4:23 – Christina Aguilera cover
15. The Great Escape – 3:51
16. Bad Girl – 4:52

Durata totale: 61:12

### CD 2
1. Taeyeon – Devil's Cry – 2:09
2. Run Devil Run – 4:04
3. Beautiful Stranger – 3:31
4. 훗 Hoot – 4:08
5. Yuri – If – 3:33 – Janet Jackson cover
6. Sooyoung – Sway – 3:12 – Michael Bublé cover
7. Danny Boy – 3:50
8. Complete – 3:57
9. 동화 My Child – 4:40
10. Ice Boy – 3:38
11. 하하하송 Hahaha Song – 3:16
12. Gee – 3:21
13. Forever (영원히 너와 꿈꾸고 싶다 I Want to Dream With You Forever) – 4:24
14. 다시 만난 세계  Into the New World – 4:26
15. 힘내! Way To Go! – 3:05
16. It's Fantastic! – 3:37
17. Let It Rain (Studio Version) – 3:38
18. Danny Boy (Studio Version) – 3:49

Durata totale: 66:18

## Classifiche
| Classifica                   | Posizione più alta |
| ---------------------------- | ------------------ |
| Corea del Sud (Circle Chart) | 1                  |